# Corcagnano
Corcagnano è una frazione del comune di Parma, appartenente al quartiere Vigatto.
La località è situata 9,55 km a sud del centro della città.

## Geografia fisica
La frazione sorge in posizione pianeggiante a est del torrente Cinghio, che la separa dall'abitato di Carignano.

## Storia
La zona di Corcagnano risultava abitata già nell'età del bronzo.
In epoca romana vi sorsero inoltre alcuni insediamenti umani di carattere rurale, di cui si conservano le tracce nella suddivisione del territorio, che ricalca ancora l'antica centuriazione.
Il borgo medievale di Covagnano fu menzionato per la prima volta il 31 ottobre 1145 in una bolla del papa Eugenio III, con cui il pontefice confermò il possesso di vari beni, tra cui l'Ecclesiam S. Luciae, all'abbazia di San Giovanni Evangelista di Parma.
Nei primissimi anni del XV secolo la zona di Carignano, Corcagnano, Vigatto e Alberi, ove era presente anche un castello, apparteneva ai Rossi; durante gli scontri con Ottobuono de' Terzi, nel 1403 i borghi furono depredati dalle sue truppe e sottratti al dominio rossiano.
Per effetto di decreti napoleonici, nel 1806 la località divenne frazione del nuovo comune (o mairie) di Vigatto.

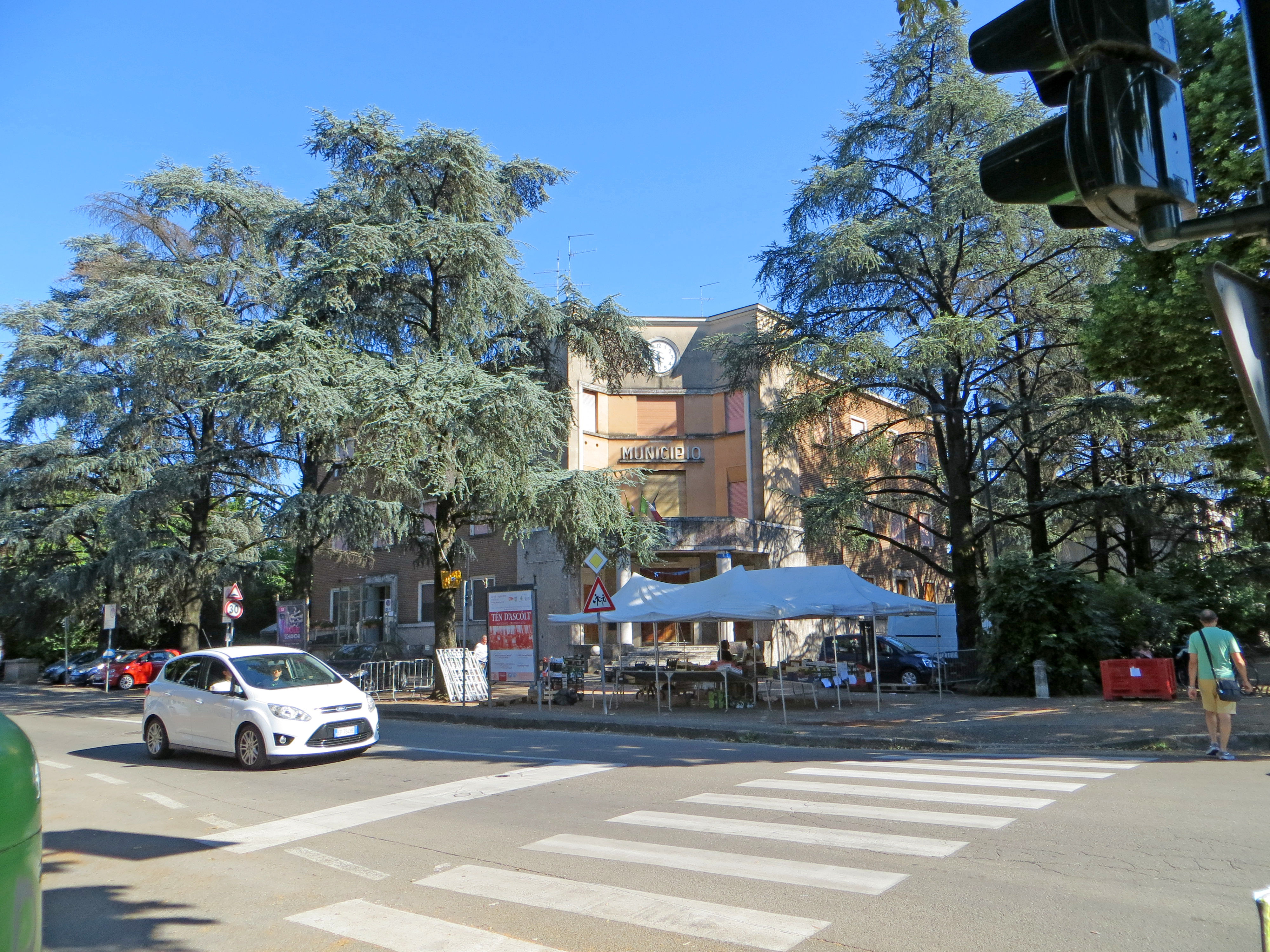
Ex municipio di Vigatto nel centro di Corcagnano

Agli inizi del XX secolo nella frazione furono impiantate alcune industrie conserviere, tra cui nel 1905 quella di Giovanni Guidorossi. Dopo lo spostamento degli uffici comunali nella villa Campanini, la sede municipale fu successivamente spostata a Corcagnano nel nuovo palazzo centrale.
Tuttavia, nel 1943 il comune fu annesso a quello di Parma, ma in seguito alle proteste degli abitanti fu nuovamente istituito nel 1951, per essere definitivamente soppresso nel 1962 e divenire in seguito quartiere autonomo. In quegli anni si accentuò lo sviluppo del centro abitato, favorito anche dalla presenza dell'azienda alimentare Star, che sopravvisse fino al 2006; nel 2016 fu presentato un progetto di recupero della vasta area, estesa su 175 000 m², occupata dallo stabilimento dismesso.

## Monumenti e luoghi d'interesse

### Chiesa di Santa Lucia

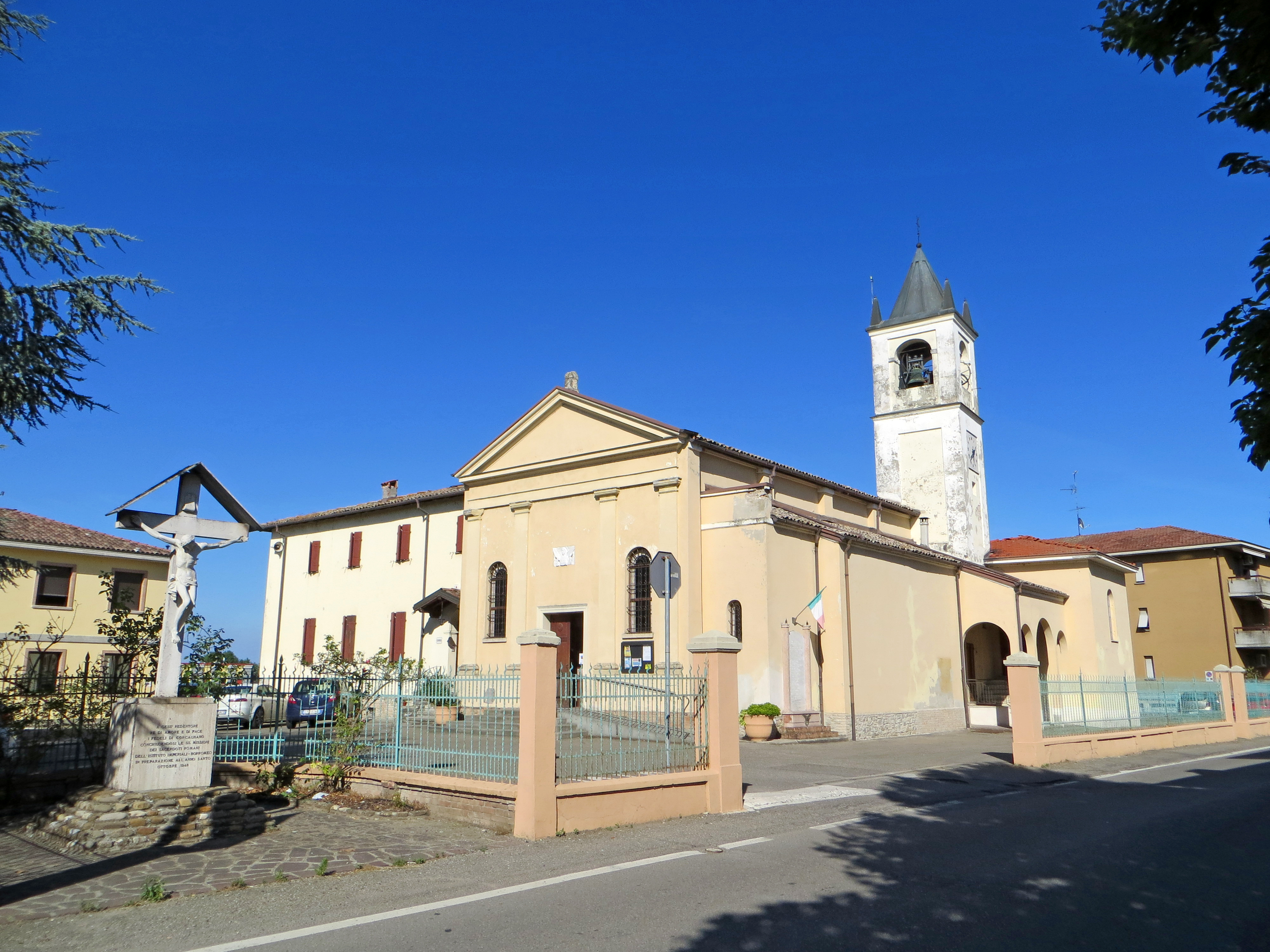
Chiesa di Santa Lucia

Edificata originariamente entro il XII secolo, la cappella romanica fu menzionata per la prima volta nel 1145; trasformata in stile neoclassico in epoca imprecisata, la chiesa fu restaurata nel 1853 e nel 1877 e consolidata strutturalmente nel 1930; decorata interiormente con affreschi nel 1941, fu notevolmente ampliata nella zona presbiteriale tra il 1962 e il 1965; l'edificio conserva nella cantoria della controfacciata l'organo realizzato nel 1888 da Angelo Cavalli.

### Villa Campanini

Villa Campanini intorno al 1980

Edificata in epoca remota, la villa, nota in origine come La Riana o Ariana, risultava appartenere nella prima metà del XVIII secolo al conte Francesco Terzi di Sissa, ma nel 1779 passò ai conti Marazzani di Piacenza; acquistata intorno al 1800 dai conti Garbarini, pervenne successivamente al marchese Giuseppe Maria Manara grazie al matrimonio con la contessa Anna Fernanda Garbarini; alienata nel 1879 dopo la morte del marchese Marcello Manara al tenore Italo Campanini, che vi ospitò vari personaggi illustri e vi morì nel 1896, la tenuta fu ereditata dal fratello Cleofonte e, alla sua scomparsa nel 1919, dalla moglie Eva Tetrazzini; acquistata nel 1920 dai coniugi Croci, fu presto rivenduta al Comune di Vigatto, che la ribattezzò villa Podestarile e la trasformò nella sede comunale prima della costruzione del nuovo municipio; affittata successivamente a vari inquilini, cadde nel degrado, fino alla completa ristrutturazione intorno al 2000. L'edificio, preceduto verso nord da un parco con alberi secolari, si sviluppa su una pianta rettangolare allungata trasversalmente a strada Langhirano; le due facciate principali, con basamento a scarpa, si elevano su due livelli principali fuori terra, suddivisi da un'alta fascia marcapiano, e presentano due balconcini al piano nobile.

### Villa Biondi
Costruita nella seconda metà del XVIII secolo per volere dei conti Pellegrini, la villa fu ristrutturata agli inizi del XIX secolo e dotata di un grande parco all'inglese, disegnato dal conte Antonio; ereditata dai nobili Biondi dopo l'estinzione della casata, fu parzialmente modificata internamente. L'edificio, sviluppato su una pianta quadrata, si eleva su due livelli principali fuori terra; la simmetrica facciata presenta un ampio portale d'ingresso centrale, sormontato da un balconcino; all'interno il grande atrio settecentesco, pavimentato in mattonelle smaltate policrome, dà accesso alle sale laterali, arredate con mobili e dipinti prevalentemente ottocenteschi; il parco all'inglese di oltre 3000 m² esteso sul retro, ricchissimo di piante secolari e fontane, accoglie un lago con promontori, isolette e, sulle sponde, un imbarcadero a tre arcate, una piccola pagoda e una torretta neomedievale.

### Villa Guidorossi
Costruita quale casa residenziale di campagna, la villa fu acquistata nella seconda metà del XIX secolo da Antonio Ricci, che la risistemò e la sopraelevò di un piano; alienata in seguito a Giuseppina Ughi, passò intorno al 1930 al nobile Giovanni Guidorossi. L'edificio, sviluppato su una pianta rettangolare, si eleva su tre livelli fuori terra al di sopra del basamento a scarpa; il piano nobile presenta alcuni ambienti con soffitti decorati, tra cui uno voltato a botte, forse originariamente destinato a cappella.

## Infrastrutture e trasporti

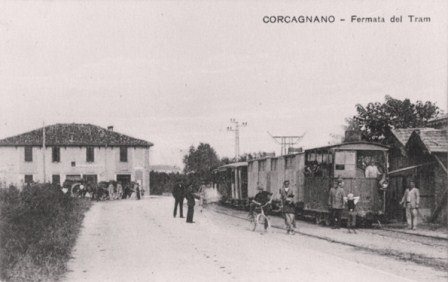
Stazione tranviaria di Corcagnano

Corcagnano è attraversata da nord a sud dalla strada provinciale per Langhirano; quest'ultima si interseca ortogonalmente nel centro della frazione con via Cava di Vigatto-via Donatori di Sangue, che conduce a ovest a Carignano e a est a Vigatto.
Nella prima metà del XX secolo la frazione era inoltre servita dalla tranvia Parma-Langhirano.